# Elijärvi (sjö i Egentliga Finland)
Elijärvi är en sjö i Pöytis kommun i Finland.   Den ligger i landskapet Egentliga Finland, i den sydvästra delen av landet, 160 km nordväst om huvudstaden Helsingfors. Elijärvi ligger 54,3 meter över havet. Arean är 5 kvadratkilometer och strandlinjen är 20,44 kilometer lång. Sjön  ingår i Laajokis huvudavrinningsområde.   I omgivningarna runt Elijärvi växer i huvudsak blandskog. Den sträcker sig 3,5 kilometer i nord-sydlig riktning, och 4,2 kilometer i öst-västlig riktning.
Elijärvenkulma vid sjön är utgångspunkt för en vandringsled kring Vaskijärvi, genom Vaskijärvi naturreservat, med möjlighet att fortsätta till Kurjenrahka nationalpark och vidare till Åbo. Vid sjön finns också en campingplats.
I övrigt finns följande vid Elijärvi:
- Vähä Valasjärvi (sjö)
- Iso Valasjärvi (sjö)